# Bratz

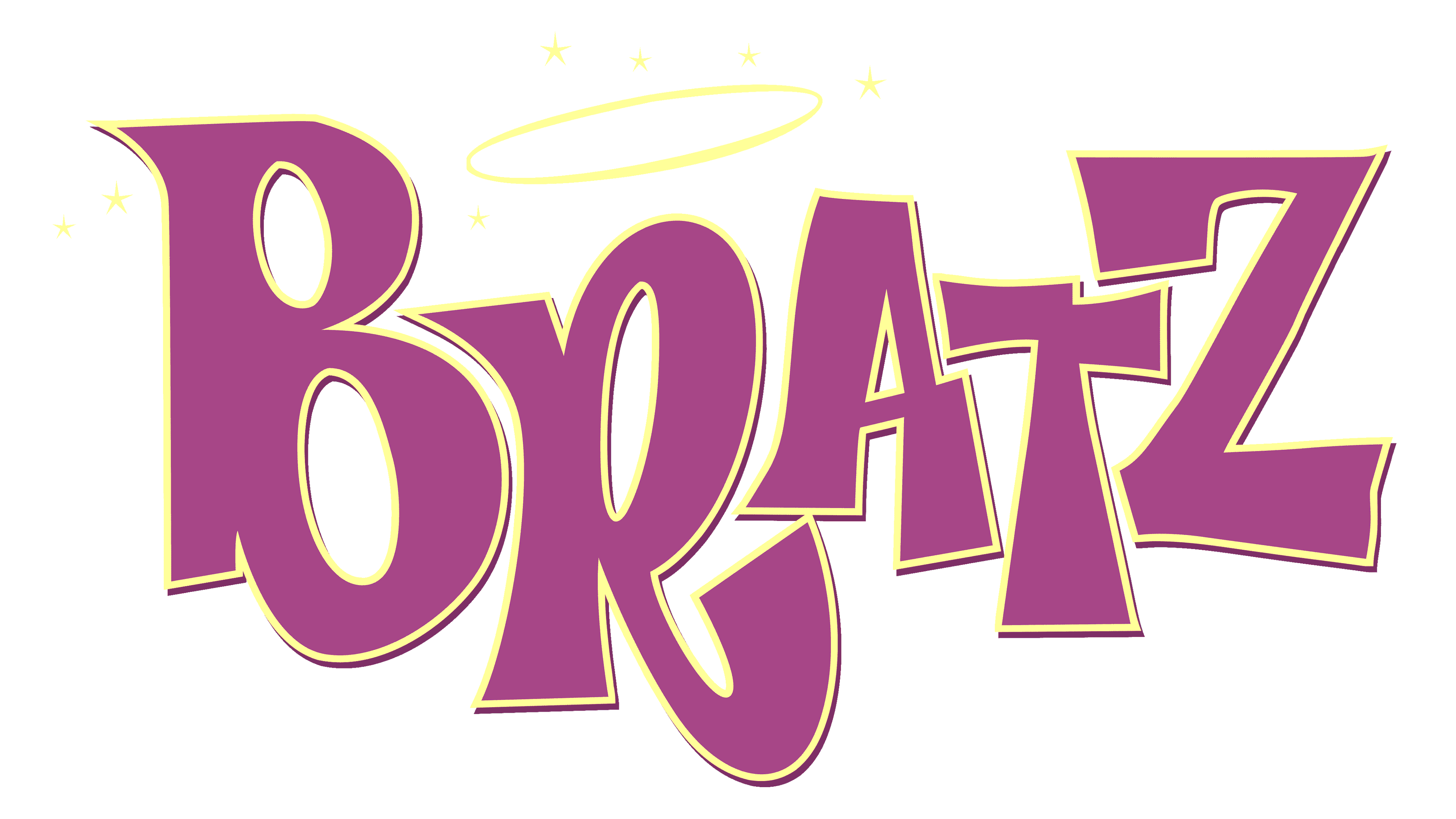
Logo serii Bratz

Bratz – seria zabawek lalek wraz z akcesoriami produkowana od 2001 przez kalifornijską firmę MGA Entertainment. Pierwsze cztery lalki, 10-calowe (25,4 cm) Cloe, Jade, Sasha i Yasmin były nastolatkami.  Początkowo lalki spotkały się z chłodnym przyjęciem rynku, ale zainteresowanie lalkami wzrosło po świętach Bożego Narodzenia, w pierwszych pięciu latach na sprzedano 125 milionów sztuk Bratzów.  W 2006 wyroby MGA  Entertainment zdobyły 40% rynku na tzw. fashion dolls, pozostałe 60% należy do lalki Barbie. W 2002 roku seria lalek została uhonorowana w Wielkiej Brytanii tytułem zabawki roku według wyboru konsumentów UK People’s Choice Toy of the Year Award.
Podobnie jak w przypadku lalek Barbie, zrealizowano szereg filmów z Bratzami w rolach głównych, nagrano także kilka płyt firmowanych przez te lalki.
Imiona lalek:
- Cloe − blond włosy i niebieskie oczy.
- Sasha − ciemnobrązowe włosy i piwne oczy.
- Yasmin− brązowe włosy i brązowe oczy.
- Jade − czarne włosy i zielone oczy.

## Albumy muzyczne
- Bratz: Show Me What You Got featuring BoA and Howie D
- Bratz: Look Around featuring Christina Milian and Verbal (M-flo)
- Bratz: Bein Who We Are (Space Angelz)
- Rock Angelz – 2005
- Genie Magic – 2006
- Forever Diamondz – 2006
- Fashion Pixiez – 2007
- Bratz: Motion Picture Soundtrack – 2007
- Bratz Girlz Really Rock – 2008

## Filmy

### Animowane
- Bratz: Blask i styl
- Bratz: Anioły Rocka
- Bratz: Przygoda z dżinami
- Bratz: Szczenięce lata
- Bratz: Od marzeń do gwiazd
- Bratz: W krainie czarów
- Bratz Kidz: Opowieści niesamowite
- Bratz: Super Babyz
- Bratz Kidz: Fairy Tales
- Bratz Babyz: Save Christmas
- Bratz: Prawdziwe damy rocka
- Bratz Pampered Pets: A Rescue Adventure
- Bratz: Genie Magic 2: Desert Jewelz

### Aktorskie
- Bratz

## Seriale
- Bratz
- Bratz: C.I.Y. Shoppe Webseries(inne języki)

## Gry wideo
- Bratz(inne języki) – 2002
- Bratz: Rock Angelz(inne języki) – 2005
- Bratz: Forever Diamondz (2006)
- Bratz Babyz (2006)
- Lil' Bratz: Friends, Fashion and Fun (2006)
- Bratz: Fashion Pixiez (2007)
- Bratz: The Movie (2007)
- Bratz 4 Real(inne języki) (2007)
- Bratz Kidz Slumber Party! (2008)
- Bratz: Super Babyz(inne języki) (2008)
- Bratz: Ponyz (2007)
- Bratz: Ponyz 2 (2008)
- Bratz: Girlz Really Rock (2008)
- Bratz: Fashion Boutique (2012)
- Bratz: Action Heroez (2013)
- Bratz: Total Fashion Makeover (2021)
- Bratz: Flaunt Your Fashion (2022)